# Kim Ji-Yeon (triatleta)
Kim Ji-Yeon (1990) es una deportista surcoreana que compite en triatlón. Ganó cuatro medallas en el Campeonato Asiático de Triatlón entre los años 2015 y 2019.

## Palmarés internacional
| Campeonato Asiático | Campeonato Asiático      | Campeonato Asiático | Campeonato Asiático |
| Año                 | Lugar                    | Medalla             | Prueba              |
| ------------------- | ------------------------ | ------------------- | ------------------- |
| 2015                | Nueva Taipéi (Taiwán)    | Medalla de plata    | Relevo mixto        |
| 2016                | Hatsukaichi (Japón)      | Medalla de oro      | Relevo mixto        |
| 2017                | Palembang (Indonesia)    | Medalla de plata    | Relevo mixto        |
| 2019                | Gyeongju (Corea del Sur) | Medalla de bronce   | Relevo mixto        |